# Helianthemum schweinfurthii
Helianthemum schweinfurthii är en solvändeväxtart som beskrevs av Wilhelm Carl Heinrich Grosser. Helianthemum schweinfurthii ingår i släktet solvändor, och familjen solvändeväxter. Inga underarter finns listade i Catalogue of Life.